# Шемије сир Дем
Шемије сир Дем (фр. Chemillé-sur-Dême) насеље је и општина у централној Француској у региону Центар (регион), у департману Ендр и Лоара која припада префектури Тур.
По подацима из 2011. године у општини је живело 685 становника, а густина насељености је износила 20,42 становника/km². Општина се простире на површини од 33,54 km². Налази се на средњој надморској висини од метара (максималној 164 m, а минималној 75 m).

## Демографија
| 1962. | 1968. | 1975. | 1982. | 1990. | 1999. | 2011. |
| ----- | ----- | ----- | ----- | ----- | ----- | ----- |
| 880   | 800   | 677   | 644   | 585   | 575   | 685   |

График промене броја становника у току последњих година